# 물리 기호 체계
물리 기호 체계 또는 피지컬 심볼 시스템(Physical symbol system)은 물리적 패턴(기호)을 사용하여 이를 구조(표현식)로 결합하고 조작(프로세스 사용)하여 새로운 표현식을 생성한다.
물리 기호 체계 가설(physical symbol system hypothesis, PSSH)은 앨런 뉴얼과 허버트 사이먼이 정립한 인공지능 철학의 한 입장이다. 그들은 다음과 같이 썼다:
"물리 기호 체계는 일반 지능 행동에 필요한 충분한 수단을 가지고 있다."
이 주장은 인간의 사고가 일종의 기호 조작(기호 체계가 지능에 필요하기 때문)이며, 기계가 지능적일 수 있다는 것(기호 체계가 지능에 충분하기 때문)을 암시한다.
이 아이디어는 토머스 홉스(추론은 "계산에 불과하다"고 주장), 고트프리트 빌헬름 라이프니츠(모든 인간 아이디어의 논리적 계산을 만들려고 시도), 데이비드 흄("원자적 인상"으로 환원될 수 있다고 생각한) 심지어 이마누엘 칸트(모든 경험을 형식 규칙에 의해 통제되는 것으로 분석한)에 철학적 뿌리를 둔다. 최신 버전은 철학자 힐러리 퍼트넘과 제리 포더와 관련된 계산주의 마음 이론이라고 불린다.

## 예시
물리 기호 체계의 예시는 다음과 같다.
- 형식논리학: 기호는 "그리고", "또는", "아니다", "모든 x에 대해" 등과 같은 단어이다. 표현식은 참 또는 거짓일 수 있는 형식 논리의 진술이다. 프로세스는 논리적 추론 규칙이다.
- 대수학: 기호는 "+", "×", "x", "y", "1", "2", "3" 등이다. 표현식은 방정식이다. 프로세스는 수학적 표현을 조작하고 그 진리성을 유지할 수 있게 하는 대수학의 규칙이다.
- 체스: 기호는 말, 프로세스는 합법적인 체스 수, 표현식은 보드 위 모든 말의 위치이다.
- 컴퓨터에서 프로그램을 실행하는 것: 기호와 표현식은 데이터 구조이며, 프로세스는 데이터 구조를 변경하는 프로그램이다.

물리 기호 체계 가설은 다음 두 가지도 물리 기호 체계의 예시라고 주장한다.
- 지능적인 인간 사고: 기호는 우리의 뇌에 인코딩되어 있다. 표현식은 생각이다. 프로세스는 사고의 정신 작용이다.
- 영어: 기호는 단어이다. 표현식은 문장이다. 프로세스는 말하기, 쓰기, 읽기를 가능하게 하는 정신 작용이다.

## 가설의 증거
앨런 뉴얼과 허버트 사이먼에게 "기호 조작"이 인간 지능과 기계 지능 모두의 본질이라는 것을 시사한 두 가지 증거는 인간에 대한 심리학 실험과 인공지능 프로그램의 개발이었다.

### 심리학 실험과 컴퓨터 모델
뉴얼과 사이먼은 논리, 계획, 또는 모든 종류의 "퍼즐 풀이"와 같은 어려운 문제에 대해 사람들이 신중하게 단계별로 진행하며, 여러 가지 가능한 방법을 고려하고, 가장 유망한 것을 선택하고, 막다른 길에 부딪혔을 때 후퇴하는 것을 보여주는 심리학 실험을 수행했다. 각각의 가능한 해결책은 단어, 숫자 또는 다이어그램과 같은 기호로 시각화되었다. 이것은 "기호 조작"이었다. 사람들은 퍼즐을 해결하는 일치하는 패턴을 찾기 위해 형식 체계를 반복적으로 탐색하고 있었다. 뉴얼과 사이먼은 사람들의 단계별 문제 해결 능력을 컴퓨터 프로그램으로 시뮬레이션할 수 있었다. 그들은 사람들과 동일한 알고리즘을 사용하고 동일한 문제를 해결할 수 있는 프로그램을 만들었다.
실험 심리학과 컴퓨터 모델을 모두 사용하는 이러한 유형의 연구는 휴버트 드라이퍼스에 의해 "인지 시뮬레이션"이라고 불렸다. 그들의 연구는 지대한 영향을 미쳤다. 1960년대의 인지 혁명뿐만 아니라 인지 과학과 심리학의 인지주의 분야를 창립하는 데 기여했다.
이러한 연구는 인간의 문제 해결이 주로 상위 수준 기호의 조작으로 구성된다는 것을 시사했다.

### 1950년대와 60년대의 인공지능 프로그램
AI 연구의 초기 수십 년 동안 상위 수준 기호 처리를 사용하는 많은 프로그램이 있었다. 이 프로그램들은 매우 성공적이었고, 대수학 문장제 문제를 푸는 것(STUDENT), 논리에서 정리 증명(논리 이론가), 경쟁 체스를 배우는 것(아서 새뮤얼의 체스), 자연어로 의사소통하는 것(ELIZA, SHRDLU)과 같이 당시 많은 사람들이 기계에게는 불가능하다고 여겼던 기술들을 보여주었다. 
이러한 프로그램의 성공은 기호 처리 시스템이 어떤 지능적인 행동도 시뮬레이션할 수 있음을 시사했다.

## 명확화
"디지털화된 신호"와 "기호" 사이, "좁은" AI와 일반 지능 사이, 그리고 의식과 지능적인 행동 사이의 세 가지 구분을 인식하지 못한다면 물리 기호 체계 가설은 하찮거나, 비논리적이거나, 무의미해진다.

### 의미 기호 대 동적 신호
물리 기호 체계 가설은 "기호"를 인식 가능한 의미 또는 지칭을 가지며 <dog> 및 <tail>와 같이 다른 기호와 결합하여 더 복잡한 기호를 만들 수 있는 것으로 제한할 때만 흥미롭다. 이것은 디지털 컴퓨터 메모리의 단순한 0과 1 또는 로봇의 지각 장치를 통과하는 0과 1의 스트림에는 적용되지 않는다. 또한 인공 신경망 또는 서포트 벡터 머신에서 사용되는 식별되지 않은 숫자 행렬에도 적용되지 않는다. 이것들은 기술적으로 기호일 수 있지만, 기호가 무엇을 나타내는지 정확히 결정하는 것이 항상 가능한 것은 아니다. 이것은 뉴얼과 사이먼이 염두에 둔 것이 아니며, 이것들을 포함하면 주장이 하찮아진다.
데이비드 투레츠키와 딘 포멀로는 PSSH에서 "기호"를 디지털 하드웨어의 이진수로 해석할 경우 어떤 결과가 나올지 고려한다. 이 가설의 버전에서는 "기호"와 "신호" 사이에 구분이 없다. 여기에서 물리 기호 체계 가설은 단순히 지능을 디지털화할 수 있다고 주장한다. 이것은 더 약한 주장이다. 실제로 투레츠키와 포멀로는 기호와 신호가 동일한 것이라면 "[물리 기호 체계는 튜링 완전하므로 이원론자 또는 다른 종류의 신비주의자가 아니라면] 충분성은 당연하다"고 썼다. 널리 받아들여지는 처치-튜링 논제는 충분한 시간과 메모리가 주어진다면 어떤 튜링 완전 시스템도 디지털화될 수 있는 상상 가능한 모든 프로세스를 시뮬레이션할 수 있다고 주장한다. 어떤 디지털 컴퓨터도 튜링 완전하기 때문에, 어떤 디지털 컴퓨터도 이론적으로 지능적인 유기체의 행동을 포함하여 충분한 수준의 정밀도로 디지털화될 수 있는 모든 것을 시뮬레이션할 수 있다. 물리 기호 체계 가설의 필요 조건도 마찬가지로 해결될 수 있는데, 우리는 거의 모든 신호를 "기호"의 한 형태로 기꺼이 받아들이고 모든 지능적인 생물학적 시스템은 신호 경로를 가지고 있기 때문이다.
동일한 문제는 인공 신경망 또는 서포트 벡터 머신의 행렬에 나타나는 식별되지 않은 숫자에도 적용된다. 이 프로그램들은 동역학계의 디지털 시뮬레이션과 동일한 수학을 사용하며, "물리 기호 체계"보다는 "동역학계"로 더 잘 이해된다. 닐스 닐슨은 다음과 같이 썼다: "어떤 물리적 과정도 기호 조작 컴퓨터에서 원하는 정확도로 시뮬레이션될 수 있지만, 신호 대신 기호로 그러한 시뮬레이션을 설명하는 것은 감당할 수 없을 정도로 번거로울 수 있다."

### 일반 지능 대 "협소한" 지능
PSSH는 "일반 지능 행동"을 지칭한다. 즉, 우리가 "지능적"이라고 생각하는 모든 활동을 말한다. 따라서 이는 인공 일반 지능이 오직 상징적 방법만을 사용하여 달성될 수 있다는 주장이다. 이는 "협소한" 응용 분야를 지칭하지 않는다. (즉, 정확히 하나의 문제만을 해결하기 위한 응용 분야는 현재 사용되는 거의 모든 AI 시스템을 포함한다.)
인공지능 연구는 특정 문제를 지능적으로 해결할 수 있는 많은 프로그램을 개발하는 데 성공했다. 그러나 AI 연구는 지금까지 인간처럼 다양한 새로운 문제를 해결할 수 있는 능력인 인공 일반 지능 시스템을 생산하지 못했다.
따라서 PSSH에 대한 비판은 미래 AI의 한계를 지칭하며, 현재의 연구나 프로그램에는 적용되지 않는다.
일부에서는 대형 언어 모델이 "일반 지능 행동"을 할 수 있다고 주장하지만, 이는 논쟁의 여지가 있다.

### 의식 대 지능 행동
PSSH는 "지능 행동", 즉 기계의 행동을 지칭한다. 이는 기계의 "정신 상태", "마음", "의식 (심리철학)", 또는 "경험"을 지칭하지 않는다. 신경학적으로 판단할 수 있는 한, "의식"은 행위자의 행동으로부터 추론될 수 있는 것이 아니다. 완벽하게 쓰여진 허구의 인물이 의식을 가진 사람을 시뮬레이션하는 방식과 유사하게, 기계가 실제로 의식을 경험하지 않고도 의식 경험을 시뮬레이션하는 것이 항상 가능하다.
따라서 PSSH는 존 설의 강한 인공지능 가설과 같이 "마음" 또는 "의식"을 지칭하는 입장과는 무관하다:

적절하게 프로그래밍된 컴퓨터가 올바른 입력과 출력을 가지면 인간이 마음을 가지는 것과 정확히 같은 의미에서 마음을 가지게 된다.

## 가설에 대한 반증
닐스 닐슨은 물리 기호 체계 가설이 공격받는 네 가지 주요 "주제" 또는 근거를 확인했다.
1. "[물리 기호 체계 가설]이 기호 접지를 결여한다는 잘못된 주장"으로, 이는 일반 지능 행동의 필수 요건으로 간주된다.
2. AI가 비기호적 처리(예를 들어 연결주의 아키텍처에서 제공될 수 있는 처리)를 필요로 한다는 일반적인 믿음.
3. 뇌는 단순히 컴퓨터가 아니며 "현재 이해되는 계산은 지능에 적절한 모델을 제공하지 않는다"는 일반적인 주장.
4. 그리고 마지막으로, 뇌는 본질적으로 정신이 없으며, 대부분의 일이 화학 반응이고 인간의 지능 행동은 예를 들어 개미 군집이 보여주는 지능 행동과 유사하다고 믿는 사람들도 있다.

### 뇌가 항상 기호를 사용하지 않는다는 증거
만약 인간의 뇌가 지능적인 행동을 생성하기 위해 상징적 추론을 사용하지 않는다면, 가설의 필요적 측면은 거짓이며, 인간의 지능은 반례가 된다.

#### 드라이퍼스
휴버트 드라이퍼스는 물리 기호 체계 가설의 필요 조건을 "심리학적 가정"이라고 부르며 다음과 같이 정의하면서 공격했다:
- 정신은 형식 규칙에 따라 정보 비트에 작용하는 장치로 볼 수 있다.[16]

드라이퍼스는 인간의 지능과 전문성이 의식적인 상징 조작보다는 무의식적인 본능에 주로 의존한다는 것을 보여줌으로써 이를 반박했다. 전문가들은 단계별 시행착오 탐색보다는 직관을 사용하여 문제를 빠르게 해결한다. 드라이퍼스는 이러한 무의식적인 기술이 형식 규칙으로 결코 포착될 수 없을 것이라고 주장했다.

#### 체화된 인지
조지 레이코프, 마크 터너 등은 수학, 윤리학, 철학과 같은 분야의 우리의 추상적인 기술이 몸에서 파생된 무의식적인 기술에 의존하며, 의식적인 기호 조작은 우리 지능의 작은 부분일 뿐이라고 주장했다.

### 기호 AI가 모든 문제에 대해 효율적으로 지능을 생성할 수 없다는 증거
기호 AI가 일반 지능을 결코 생산하지 못할 것이라고 증명하는 것은 불가능하지만, 기호 AI로 특정 문제를 효율적으로 해결하는 방법을 찾을 수 없다면, 이는 PSSH의 충분한 측면이 사실일 가능성이 낮다는 증거이다.

### 하위 기호 또는 신경 기호 AI 프로그램이 지능을 생성할 수 있다는 증거
딥 러닝과 같은 하위 기호 AI 프로그램이 문제를 지능적으로 해결할 수 있다면, 이는 PSSH의 필요 측면이 거짓이라는 증거이다.
기호 AI와 다른 접근 방식을 결합한 하이브리드 접근 방식이 단일 기술보다 더 넓은 범위의 문제를 효율적으로 해결할 수 있다면, 이는 필요 측면이 참이고 충분 측면이 거짓이라는 증거이다.

#### 브룩스
MIT의 로드니 브룩스는 상징적 추론을 전혀 사용하지 않고도 움직이고 생존하는 데 뛰어난 능력을 가진 로봇을 만들 수 있었다. 브룩스(그리고 한스 모라벡과 같은 다른 사람들도)는 움직임, 생존, 지각, 균형 등 우리의 가장 기본적인 기술들이 고수준 기호를 전혀 필요로 하지 않는다는 것을 발견했으며, 실제로 고수준 기호의 사용이 더 복잡하고 덜 성공적이었다.
1990년 논문 '코끼리는 체스를 하지 않는다'에서 로드니 브룩스는 물리 기호 체계 가설을 직접적으로 겨냥하며, "세상은 그 자체로 최고의 모델이다. 항상 정확히 최신 상태이며, 알려져야 할 모든 세부 사항을 항상 가지고 있다. 요령은 그것을 적절하고 충분히 자주 감지하는 것이다."라고 주장하며 기호가 항상 필요한 것은 아니라고 주장했다.

#### 연결주의와 딥 러닝
2012년 알렉스넷이라는 딥 러닝 네트워크는 이미지넷에서 이미지를 분류하는 데 있어 다른 모든 프로그램들을 상당한 차이로 능가했다. 그 이후 몇 년 동안 딥 러닝은 기호 AI보다 많은 영역에서 훨씬 더 성공적인 것으로 입증되었다.

## 같이 보기
- 인공지능, 상황적 접근
- 인공철학

## 내용주
1. ↑  Newell & Simon 1976, 116쪽 and Russell & Norvig 2003, 18쪽
2. 1 2  Nilsson 2007, 1쪽.
3. ↑  Dreyfus 1979, 156쪽, Haugeland 1985, 15–44쪽
4. ↑  Horst 2005
5. ↑  Newell, Shaw & Simon 1958.
6. ↑  McCorduck 2004, 450–451쪽.
7. ↑  Crevier 1993, 258–263쪽.
8. ↑  Dreyfus 1979, 130–148쪽.
9. ↑  McCorduck 2004, 243–252쪽.
10. ↑  Crevier 1993, 52–107쪽.
11. ↑  Russell & Norvig 2021, 19–21쪽.
12. 1 2  
Reconstructing Physical Symbol Systems
David S. Touretzky and Dean A. Pomerleau
Computer Science Department
Carnegie Mellon University
Cognitive Science 18(2):345–353, 1994.
https://www.cs.cmu.edu/~dst/pubs/simon-reply-www.ps.gz
13. ↑  Nilsson 2007, 10쪽.
14. ↑  Searle 1999, [쪽 번호 필요]쪽.
15. ↑  Dennett 1991, 435쪽.
16. ↑  Dreyfus 1979, 156쪽
17. ↑  Dreyfus 1972, Dreyfus 1979, Dreyfus & Dreyfus 1986. See also Crevier 1993, 120–132쪽 and Hearn 2007, 50–51쪽
18. ↑  Brooks 1990, 3쪽